# Либби (Монтана)
Либби (англ. Libby) — город на северо-западе штата Монтана, США. Административный центр округа Линкольн. По оценке 2012 года численность населения города составляет 2688 человек.

## География
Площадь города составляет 5,05 км²; из них суша составляет 4,95 км², а внутренние воды — 0,10 км². Либби расположен между горными хребтами Кабинет (на юге) и Пёрселл (на севере), на территории национального леса Кутеней. Город находится на берегу реки Кутеней, ниже плотины Либби, на высоте 639 м над уровнем моря.

### Климат
Климат Либби характеризуется как умеренно континентальный. Годовая норма осадков составляет около 470 мм.
| Климатограмма Либби                                         | Климатограмма Либби | Климатограмма Либби | Климатограмма Либби | Климатограмма Либби | Климатограмма Либби | Климатограмма Либби | Климатограмма Либби | Климатограмма Либби | Климатограмма Либби | Климатограмма Либби | Климатограмма Либби |
| ----------------------------------------------------------- | ------------------- | ------------------- | ------------------- | ------------------- | ------------------- | ------------------- | ------------------- | ------------------- | ------------------- | ------------------- | ------------------- |
| Я                                                           | Ф                   | М                   | А                   | М                   | И                   | И                   | А                   | С                   | О                   | Н                   | Д                   |
| 45.2 1 −6                                                   | 33.0 5 −6           | 36.3 11 −3          | 27.7 17 0           | 41.1 22 4           | 46.5 26 7           | 30.7 31 9           | 22.6 31 8           | 30.0 24 4           | 37.8 14 1           | 61.7 5 −2           | 55.9 0 −6           |
| Температура в °C • Сумма осадков в мм Источник: weather.com |                     |                     |                     |                     |                     |                     |                     |                     |                     |                     |                     |

## Население
По данным переписи 2010 года население Либби составляет 2628 человек. Расовый состав: белые американцы (95,9 %); индейцы (1,1 %); азиаты (0,4 %); афроамериканцы (0,1 %); представители других рас (0,3 %) и представители двух и более рас (2,1 %). Доля населения латиноамериканского происхождения — 2,5 %. Средний возраст населения — 45,8 лет. Доля лиц в возрасте младше 18 лет — 19,1 %; старше 65 лет — 22,5 %.
Динамика численности населения города по годам:
| 1940 | 1950 | 1960 | 1970 | 1980 | 1990 | 2000 | 2010 |
| ---- | ---- | ---- | ---- | ---- | ---- | ---- | ---- |
| 1837 | 2401 | 2828 | 3286 | 2748 | 2532 | 2626 | 2628 |

## Экономика
Экономика города основана на лесной и добывающей промышленности. В последние годы важную роль начинает играть туризм. В 27 км выше по реке Кутеней расположена плотина Либби, которая была построена в 1975 году в рамках Договора о реке Колумбия, заключённого между США и Канадой в 1964 году.

## Транспорт
Имеется железнодорожная станция, обслуживаемая компанией Amtrak.